# Dornbirner EC
Le Dornbirner EC est un club de hockey sur glace de Dornbirn en Autriche. Il évolue en EBEL, le premier échelon autrichien.

## Historique
Le club est créé en 1992.

## Palmarès
- * Vainqueur de la Nationalliga: 2008, 2010.